# Französische Rugby-Union-Meisterschaft 1897/98
Die Saison 1897/98 war die siebte Austragung der französischen Rugby-Union-Meisterschaft (französisch Championnat de France de rugby à XV), der heutigen Top 14.
Wie in der vorherigen Saison wurde der Meistertitel in einer einfachen Runde „jeder gegen jeden“ vergeben. Es gab kein Finalspiel wie sonst üblich und es nahmen nur Mannschaften aus Paris und Umgebung teil. Am Ende setzte sich Stade Français durch und errang zum fünften Mal den Meistertitel.

## Tabelle

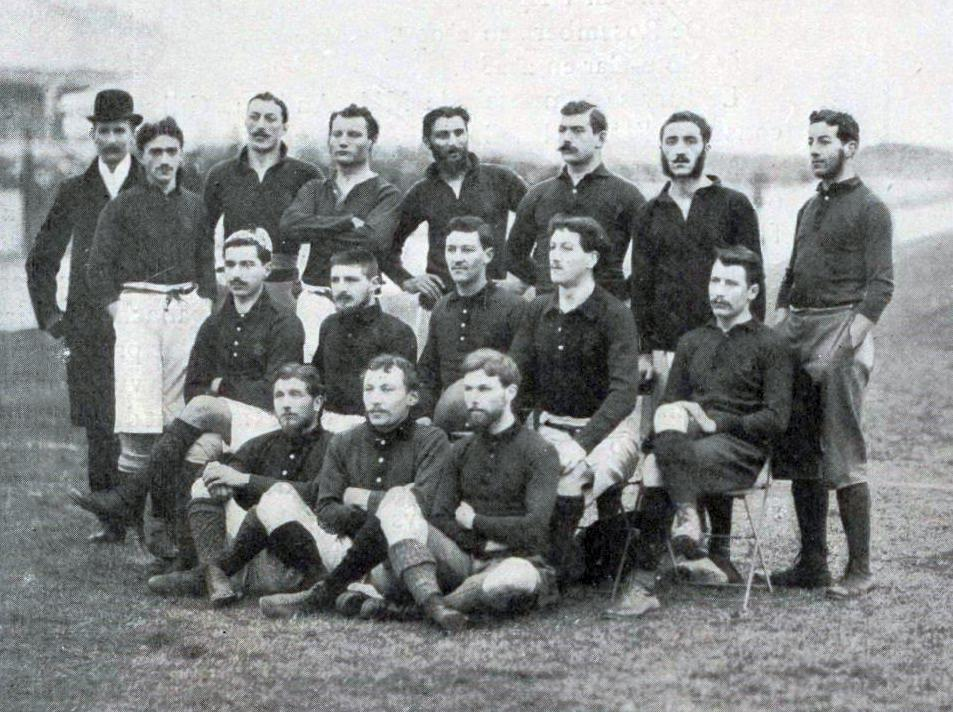
Die Meistermannschaft 1898

|    | Team                    | Siege | Unent. | Ndlg. | Punkte |
| -- | ----------------------- | ----- | ------ | ----- | ------ |
| 1. | Stade Français          | 5     | 0      | 0     | 10     |
| 2. | Racing Club de France   | 3     | 0      | 2     | 6      |
| 3. | Olympique Paris         | 3     | 0      | 2     | 6      |
| 4. | Ligue Athlétique        | 3     | 0      | 2     | 6      |
| 5. | Union Athletique du 1er | 1     | 0      | 4     | 2      |
| 6. | Cosmopolitan Club       | 0     | 0      | 5     | 0      |